# Ələt
Ələt (auch: Älät, Aliat, Aljat, Aliaty, Alyat, Alyat-Pristan, Alyati-Pristan, Alyaty oder Alyaty-Pristan; russisch: Алят) ist eine Gemeinde im Großraum Baku in Aserbaidschan.

## Geografie
Ələt hat etwa 13.000 Einwohner. In der Gemeinde sind mehrere kleine Ortschaften zusammengefasst: das namensgebende Ələt sowie Pirsaat, Baş Ələt, Yeni Ələt, Qarakosa, Kotal und Şıxlar. Der Ort liegt südlich von Baku an der Küste des Kaspischen Meeres.
Ələt ist Standort einer geplanten Freihandelszone, die unter der Bezeichnung Alat Free Economic Zone (AFEZ) vermarktet wird und am Nordrand der Gemeinde entsteht. Aserbaidschan versucht mit dem Vorhaben, die Sektoren seiner Wirtschaft zu stärken, die nicht zur Erdölindustrie zählen.

## Verkehr
Der Bahnhof der Stadt liegt an der Bahnstrecke Poti–Baku. Hier zweigt die Strecke nach Culfa ab.
In Ələt gibt es auch einen Hafen am Kaspischen Meer, der in die Freihandelszone einbezogen werden soll.